# 島田弘久
島田 弘久（しまだ ひろひさ、1972年11月27日 - ）は、テレビ東京のエグゼクティブアナウンサー。

## 人物
血液型はB型で、趣味はギター演奏。好きな音楽はヘヴィメタル。法政大学在学中には、理系のアメリカンフットボール部で活動していた。
法政大学卒業後の1995年にテレビ東京へ入社、アナウンサーとしてパーソナリティ室配属。同期入社組には、営業職で採用された後に、1997年の人事異動でアナウンサーに転じた家森幸子（現在はフリーアナウンサー、阪神タイガースコーチ・関川浩一夫人）がいる。
テレビ東京への入社後は、主にスポーツアナウンサーとして活動。格闘技のテレビ中継における実況の第一人者で、コロシアム2000ヒクソン・グレイシー対船木誠勝の一戦や多くのボクシング世界戦を実況している。また冬季競技、特にスキー種目への造詣が深く冬季五輪には入社後のすべての大会において現地に赴いている。東京出身で在京局所属ながらも、毎年国内外のスキー大会会場やイベントで取材する姿が見受けられている。
バンクーバーオリンピック（2010年）・ソチオリンピック（2014年）の期間中には、NHKおよび日本民間放送連盟の加盟社で構成されるジャパンコンソーシアムに、テレビ中継の実況アナウンサーとしてテレビ東京からただ1人派遣。ソチオリンピックでは、ノルディック複合・男子ノーマルヒルで渡部暁斗、スキージャンプ男子・個人ラージヒルで葛西紀明がそれぞれ銀メダルを獲得した瞬間を実況で伝えた。またフリースタイルスキースキークロスでは解説の三浦豪太との軽妙な掛け合いが話題となった。
2020年12月13日、柔道66kg級日本代表をかけた試合が、阿部一二三と丸山城志郎との間で史上初のワンマッチで行われ、この試合の実況を担当した。

## 出演番組
報道・スポーツニュース番組
| 期間          | 期間          | 番組名                           | 役職 |
| ------------- | ------------- | -------------------------------- | --- |
| 同局入社直後  | 同局入社直後  | スポーツTODAY                    | キャスター |
| 同局入社直後  | 同局入社直後  | TXNニュース                      | シフト勤務キャスター |
| 2004年4月     | 2008年9月     | NEWS MARKET 11                   | ニュース担当の代行キャスター ※時折ニュース担当アナウンサーが休暇や長期出張で出られない際、ピンチヒッターで出演した事があった |
| 2013年10月    | 2014年3月     | NEWSアンサー                     | 金曜日メインキャスター |
| 2016年11月7日 | 2017年11月3日 | ゆうがたサテライト               | 番組コーナー『初だしっ!』月・火曜日担当                                                                                      |
| 2021年4月     | 2022年3月     | 日経ニュース プラス9（BSテレ東） | 月・金曜日ニュースリーダー                                                                                                   |
| 2022年4月     | 現在          | 昼サテ                           | 水曜日担当キャスター |
| 2022年4月     | 現在          | ゆうがたサテライト               | 木・金曜日担当キャスター |
| 2024年4月     | 現在          | 日経ニュース プラス9（BSテレ東） | 金曜日ニュースリーダー |

中継担当・音楽関連・スポーツ関連番組
- 土曜競馬中継（のちのウイニング競馬＝実況、出演）
- NECスーパーゴルフ（司会、レッスン生、ナレーション）
- ゴルフ宮里道場（門下生として週替り出演。テロップでは「門下生2号」と表示）
- あの年この歌～時代が刻んだ名曲たち～（BSジャパン、ナレーション）
- スポーツ中継全般の実況（主にボクシング・柔道・野球・スキー・ゴルフなど）
- FOOT×BRAIN（ナレーション）